# Henri Picard-Destelan
Ne doit pas être confondu avec Henri Picard.
Pour les articles homonymes, voir Picard (homonymie).
Henri, Ernest, Félix, Marie Picard-Destelan (né le 23 juillet 1878, Paris – mort le 25 octobre 1971, Paris) a été co-directeur général des postes chinoises.

## Biographie
Fils d'Ernest Picard-Destelan, il est blessé deux fois au cours des combats pour la défense de la légation de France à Pékin durant la révolte des Boxers en 1900. En mai 1920, il organise l'expédition, de Pékin à Ourga (Mongolie), d'Alexis Léger, Gustave-Charles Toussaint et Jean-Augustin Bussière.
Il succède à A. Théophile Piry, ancien secrétaire postal dans le service des Postes Impériales de Chine et premier postmaster général de Chine faisant ainsi entrer la Chine dans l'union postale universelle.

« Piry, un Français, qui avait rejoint le service des Douanes en 1874, fut nommé secrétaire postal en 1901, et continua en tant que directeur général des postes jusqu'en 1917. Le fait qu'il était de nationalité française, tout comme son successeur Henri Picard Destelan, reflétait les engagements de la Chine envers la France en 1898, lors de la "course aux concessions", de tenir compte des recommandations du gouvernement français en ce qui concerne la sélection du personnel de son service postal. »

— (Extrait du livre de de Denis Crispin Twitchett, John King Fairbank, The Cambridge History of China, Page 189, 1978).

« Le système de censure de Nanjing n'était pas totalement impuissant à réguler la presse étrangère. Bien qu'il n'ait pas le droit légal de procéder à une censure préalable ou de pénaliser les journaux désobéissants comme il l'a fait avec la presse nationale, il était toujours en mesure de limiter la distribution des journaux du traité portuaire avec le pouvoir souverain qu'il possédait - le contrôle postal. Malgré les troubles politiques, les gouvernements de différents niveaux depuis 1896 avaient consacré des efforts inlassables à la construction d'un réseau postal national. Le système postal, qui atteignait chaque ville et village du pays, comme l'affirmait Lane J. Harris, était essentiel à la protection de l'intégrité du territoire chinois et de l'indépendance de l'administration. Le gouvernement chinois a partiellement restauré les droits postaux lors de la Conférence de Washington, lorsque les pouvoirs acceptent de retirer le contrôle des bureaux de poste d'ici la fin de 1922, à condition qu'ils maintiennent l'exploitation des bureaux de poste dans les ports de traité et le poste de codirecteur général de la poste. système continuait d'être détenu par un étranger. Après la chute du gouvernement de Pékin à la suite de l'expédition du nord, le gouvernement nationaliste déplace le siège du système postal et réduit l'autorité d'Henri Picard d'Estelan en février 1929, le gouvernement de Nanjing reprend son contrôle postal des ports traités. »

— (Extrait du livre de Shuge Wei, News under Fire: China’s Propaganda against Japan in the English-Language Press, 1928–1941, Hong Kong University Press, 2017, p.76)
Il a donné son nom à une ancienne rue de Shanghaï et à l'Hengshan Picardie Hotel (en). De retour en France, il participe à la construction de l'UGC Normandie et devient actionnaire de la société Cinéac.

## Distinctions
Il est fait à 22 ans chevalier de la Légion d’honneur et promu officier en 1920.